# Борщовичі
Борщо́вичі — село в Україні, у Новояричівській селищній громаді Львівського району Львівської області. Орган місцевого самоврядування — Новояричівська селищна рада. Населення становить 2200 осіб.

## Загальна інформація
Село розташоване у Малому Поліссі, на відстані 20 км від Львова. У селі функціонує свій клуб, збудований ще за радянських часів (близько 1985 року), поштове відділення, сільська рада, середня школа та біля п'яти приватних крамниць.
Через село пролягає залізнична лінія Київ — Львів, у межах населеного пункту розташовані залізнична станція Борщовичі та зупинний пункт Залуги. До села курсує приміський автобус № 121 (Львів — Борщовичі).
Люди займаються одноосібним сільським господарством і тваринництвом. Є сільська школа. Церква була збудована як костел, ще за часів Австро-Угорщини.
У селі є дерев'яна церква Пресвятої Трійці (1923) Винниківського протопресвітеріату (деканату) УГКЦ.

## Населення
За даними всеукраїнського перепису населення 2001 року, у селі проживали 2258 осіб. Мовний склад села був таким:
| Мова       | Число ос. | Відсоток |
| ---------- | --------- | -------- |
| українська | 2 244     | 99,38 %  |
| російська  | 12        | 0,53 %   |
| білоруська | 1         | 0,04 %   |
| молдовська | 1         | 0,04 %   |

## Географія

### Клімат
Клімат — помірно континентальний з м'якою зимою і теплим літом. Середньомісячна температура повітря становить −4 °C у січні і +18 °C у липні. Абсолютний максимум температури повітря (+37,0 °C) зафіксований у серпні 1921 року, абсолютний мінімум — (−33,6 °C) 10 лютого 1929 року; максимальна кількість опадів (1 422 мм) випала у 1893 році. Загалом, за останні 100—120 років температура повітря у Борщовичах має тенденцію до підвищення. Так, протягом цього періоду середньорічна температура підвищилася, принаймні, на 1 °C[12]. Вологість повітря в середньому за рік становить 79 %. Найчастіше дують західні вітри, найрідше — північно-східні.

### Ґрунти
Дернові залягають на обширних зниженнях по периферії боліт, у заплавах річок, на борових терасах, зандрових рівнинах. Дерновий процес ґрунтотворення відбувається в гідроморфних умовах під трав'янистою та чагарниковою рослинністю. Загальна площа їх на землях колгоспів та радгоспів — 180 тис. га. Цим ґрунтам властивий профіль чорноземного типу, розчленований на гумусовий та перехідний горизонти і материнську породу. В породі, а іноді і в перехідному горизонті вони оглеєні. Глибина гумусованого горизонту досягає 15-30 см, перехідного — 10-20 см. Загальною рисою всіх дернових ґрунтів є їх безструктурність, навіть у суглинистих відмінах вони слабоструктурні. Вміст гумусу становить 0,7-3,0 %, лише в глейових відмінах може досягати 5,0 %. Реакція ґрунтового розчину середньо- і слабокисла (рН 4,9-6,4), невисокий процент насичення основами (24-68 %), вбирний комплекс слабо насичений основами (2,1-5,5 мг-єкв на 100 г ґрунту). Дернові ґрунти бідні на поживні речовини. Лише незначна частина дернових ґрунтів використовується як орні землі, основна площа — як кормові угіддя, зайняті рідколіссям та чагарниками, тобто є малопродуктивними угіддями. Для поліпшення їх потрібно регулювати водний режим, вапнувати, вносити високі дози органічних та мінеральних добрив).
Лучні найбільш приурочені до зернистої заплави річок, яка утворилась з глинистого матеріалу, принесеного ріками з Подільської та Волинської височин. Лучні ґрунти утворились в умовах надмірного зволоження підґрунтовими та річковими водами, тобто належать до гідроморфних ґрунтів. Перезволоження проявляється в оглєєнні материнської породи, іноді нижньої частини перехідного горизонту. Профіль лучних ґрунтів має чорноземний габітус. В них виділяється добре гумусований перегнійний горизонт, який в суглинистих відмінах має міцну зернисту структуру, перехідний горизонт та материнську породу. Загальна глибина гумусового забарвлення досягає 50-60 см. Вміст гумусу у верхньому горизонті коливається від 3,2 до 6,0 %. Реакція ґрунтового розчину нейтральна, рідко слабокисла або слаболужна.

### Тектонічна та геологічна будова
Регіон розташування Пустомитівського району має досить складну тектонічну будову. Це зумовлено специфічним положенням території — практично стик двох значних тектонічних структур — Західноєвропейської молодої платформи і Карпатської складчастої системи. Складні тектонічні процеси регіону розташування району супроводжувалися прогинанням земної кори і розчленуванням її тектонічними розломами і скидами на окремі блоки, кожний з яких зміщувався на різну глибину. Поздовжні і поперечні регіональні і локальні тектонічні розломи, флексури, брахіантиклінальні і куполоподібні складки на різних глибинах мають широке поширення. Особливістю геологічної будови району вважається повсюдне поширення четвертинних порід, які покривають міоценові відклади. Це насамперед леси і лесовидні породи. Четвертинні (антропогенові) відклади дуже відрізняються між собою за походженням — алювіальні, делювіальні, елювіальні, еолові, флювіогляціальні; товщиною — від одного до кількох десятків метрів; літологічним складом — від глин до крупних валунів. Заплави рік виповнені алювіальними відкладами, а саме: жовтувато-сірі піски і суглинки, чорні і темно-коричневі торф'яники. Останні залягають як на поверхні, так і в захороненому вигляді. Територія району розміщена переважно на крейдових, третинних і четвертинних відкладах. Підошва крейдяних відкладів залягає на глибині 300—400 метрів на розмитій поверхні відкладів карбону. Третинні відклади виступають у вигляді пісковиків, вапняків, гіпсу, досягаючи місцями 100 метрів товщини і є головним геологічним елементом будови району. На плоских водороздільних ділянках плато розвинутий досить потужний четвертинний покрив, у результаті чого корінні крейдові і міоценові відклади оголяються. Суттєвим фактором, який впливає на формування морфологічних рис пейзажу Пустомитівщини, є води системи річок і струмків, ерозійна сила яких дуже велика. Найбільшу активність проявила річка Щирець, яка розмиває поверхневі шари літосфери. В результаті її діяльності розмиваються мякі материнські породи, утворюючи при цьому численні лощини і яри, розвиток яких в більшості випадків зупинено внаслідок ведення озеленювальних робіт. Пустомитівський район характеризується наявністю водоносних горизонтів в третинних та четвертинних відкладах. Підземні води четвертинного водоносного горизонту пристосовані до флювіогляціально- алювіальних піщаних відкладів і залягають на глибині від 2,0 до 6,0 м. Живлення відбувається в основному за рахунок атмосферних опадів. У зв'язку з відсутністю верхнього водоупору і близького залягання дзеркала підземних вод до поверхні, підземні води схильні до забруднення і для централізованого водопостачання не рекомендуються.

### Геоморфологія
У географічному відношенні Пустомитівщина займає південну частину Львівської Галицько-Волинської западини, яка в свою чергу належить до Східно-Європейської платформи із потужною товщею осадових порід. До часів дніпровського зледеніння регіон розташування Пустомитівського району являв собою складчасто-підвищену систему у вигляді низькогірних хребтів, складених третинними відкладами. В час дніпровського зледеніння цей район був підданий інтенсивним процесам водно-льодовикової ерозії, що призвело до вирівнювання рельєфу. Відступ льодовика супроводжувався посиленою водною і вітровою ерозією, акумулятивною діяльністю рік, перерозподілом пухкого матеріалу, що в результаті відбилось на геологічній будові і рельєфі.  21 Значний вплив на становлення рельєфу району мали материкові зледеніння, особливо окське зледеніння, яке з усіх трьох зледенінь на території Західної України охопило найбільші площі. Багато науковців з діяльністю льодовикових вод пов'язують утворення широких річкових долин та їх озероподібних розширень. Рельєф регіону розташування району горбисто- рівнинний. При цьому рівнини Пустомитівщини за висотою над рівнем моря належать до височин, а за зовнішньою будовою — до хвилястих горбисто- увалистих та зандрових рівнин. Найпоширенішими формами рельєфу в районі є підвищення у вигляді горбів і увалів та міжувальні зниження. Повсюдно на території району спостерігається вплив людини на рельєф і поява незліченної кількості антропогенних форм мікрорельєфу у вигляді дорожніх насипів, каналів, кар'єрів та інше. Вирубка лісів, розорювання земель спричинили посилення водної і вітрової ерозії поверхні.
Гідрологія. На окраїні села протікає річка Полтва (права притока Західного Бугу). У Львові в річку скидають каналізаційні відходи. Застарілі очисні пристрої працюють погано, відтак річка втратила рекреаційне і господарське значення. З обох боків села течуть дві малі річки, що виникли на місці рову, який викопали для створення валів вздовж Полтви, аби уникнути повеней. Колись на дальніх окраїнах села був шлюз, але зараз його майже зовсім розібрали його на металобрухт. Також вийшла з ладу зрошувальна система. Вздовж усього села тече маленька річка, яку в народі називають — Середній Рів. У Борщовичах є багато озер і ставків (два озера є в центрі села). Вони малопридатні для купання, переважно там ловлять рибу. На сході села біля Середнього рову є низинне болото, поросле травами, очеретом, вільхою, вербою. На східних і південно-східних окраїнах села також є болота.
Рельєф рівниний. Село розташоване між Гологорами і Розточчям. У більш локальному плані село розташоване на схилі, що опускається з півночі на південь.

## Історія
Перша згадка датується 1442 роком. Хоча на околиці Борщовичів під час проведення археологічних досліджень виявлене поселення пшеворської культури, датоване першими століттями нашої ери.

Залізничний вокзал станції Борщовичі

У податковому реєстрі 1515 року село згадане як спалене татарами.
Після першого поділу Польщі та захоплення Галичини Австрією у 1772 році село стало державним (камеральним) маєтком і 15 серпня 1777 року було викуплене Вінцентом Потоцьким. 1848 рік приніс селянам звільнення від адміністративної та економічної неволі з боку панського фільварку. З нагоди цієї події, скасування кріпосного права, у селі було встановлено пам'ятний знак «Хрест Свободи».
У 1898 році на кошти Софії Семенської-Левицької спорудили костел Благовіщення діви Марії. Костел функціював до 1945 року, коли його приміщення було пристосовано під філію львівського історичного музею. 1985 року радянська влада облаштувала у зачиненому храмі музей історії першої кінної армії під орудою Будьонного. Так, католицька духовна святиня мала стати збіркою матеріалів та документів, що засвідчують загарбницькі походи радянських кіннотників на чужі землі.
У селі була стара дерев'яна церква святої Параскеви, збудована ще 1808 року з різаного соснового дерева з трьома верхами. Тоді вона була дочірньою (філіальною) до церкви у сусідніх Пикуловичах. У 1892 році збудували нову цегляну дзвіницю. Навесні 1912 року через пожежу дерев'яна святиня згоріла. Через три роки на церковному подвір'ї збудували тимчасову каплицю і приступили до будівництва нового дерев'яного храму. Деякі ікони малював відомий маляр Петро Холодний (старший). Навесні 1922 року храм освятили, а 1938 року провели розписи інтер'єрів святині. Тризрубна триверха святиня традиційно оточена піддашшям і має прибудовану до вівтаря ризницю. У церкві знаходилися старовинні ікони святого Онуфрія та святої Параскеви. Ікону святої Параскеви винесли з вогню, але не вберегли до сьогодні: поки будували новий храм, образ стояв надворі. Фарби позмивалися, дерево потрухлявіло, лише дошки з контурами залишилися. Щоправда ікона сьогодні зображена на гербі села. 2007 року на стіні храму встановлена пам'ятна таблиця «…на честь служіння отця-пароха Василя Ощипка в церкві Пресвятої Трійці в с. Борщовичі у роках 1928—1949».
Відомо, що у 1914 році австрійські жандарми заарештували і відправили до концтабору Талергоф 16 селян, котрих звинуватили у москвофільських симпатіях. Великої шкоди заподіяла селу Перша світова війна та наступна за нею польсько-українська війна (1918—1919). 29 грудня 1918 року Борщовичі захопили поляки.
У липні 1920 року село під час польсько-радянської війни захопила Перша кінна армія більшовицького війська й на два дні поселила в Борщовичах свій штаб.
Увечері 20 вересня 1939 року радянська 14-а дивізія зайняла село.
У радянські часи в селі була лісопильня й торфорозробка, а також філія колгоспу «Жовтневий».
У селі є восьмирічна школа, клуб на 250 місць, бібліотека й дільнична лікарня на 35 ліжок.
У лютому 1944 року українці напали на хутір Халупки, вбили 20 осіб (в тому числі 1 українця), після нападу залишилося 3 із 32 дворів;
У 1945 році поляки покинули село.
У Незалежній Україні
У 2020 році Новояричівська селищна рада, в ході децентралізації, об'єднана з Новояричівською селищною громадою.
17 липня 2020 року, в результаті адміністративно-територіальної реформи та ліквідації Пустомитівського району, село увійшло до складу Львівського району.

## Відомі особи

### Народилися
- Зиновій Фрис (нар. 1956) — український журналіст, радіожурналіст, публіцист.
- Остап Стасів (1903—1985) — кристалофізик, засновник і директор Інституту кристалографіки в Берліні.
- Богдан Сташинський (нар. 1931) — агент КДБ, вбивця Лева Ребета та Степана Бандери.
- Едмунд Цечкевіч[pl] (1872—1958) — польський художник.
- Ян Буковський (1873—1943) — польський художник, ілюстратор, вітражист.